# 膳魔師
膳魔師（Thermos）是一個主要商品為食品保溫容器的品牌。該品牌與膳魔師 有限責任公司同時在1904年創立於德國。1989年，日本、英國、加拿大和澳大利亞的膳魔師公司被於1978年領先研發出不銹鋼保溫瓶的日本酸素（今大陽日酸前身）收購；同時，該公司還在德國收購了原本的膳魔師公司。12 年後，擁有膳魔師的日本酸素持續經營虧損，為了和法商合併，得處理掉非核心事業，決定賣掉膳魔師，而後被台灣代工廠皇冠金屬創辦人林文雄買下，現在的膳魔師集團，是由台灣與美國、日本合資公司，總部設在美國芝加哥。

## 命名緣由
1892年，牛津大學的科學家詹姆斯·杜瓦發明了真空保温瓶。1904年，兩個德國玻璃吹匠Reinhold Burger和Albert Aschenbrenner組成了Thermos 有限責任公司； 他們舉行了一個為真空瓶商品命名的競賽，一位慕尼黑的居民提出了Thermos一詞；該詞源自希臘語的"therme"（意思是“熱”）。

## 商標
"thermos"一詞是一個保溫瓶的通用商標。在膳魔師公司的業績和保溫瓶的市場開始擴張後，該公司開始較為積極保護其商標，並在1923年於法庭上與W.T. Grant公司爭得使用權後將之註冊。1935年，膳魔師公司開始實施媒體監控政策以找出未經授權之商標使用者，並向辭典編輯者要求撤除"thermos"一詞。1940年，膳魔師公司的一份內部備忘錄表示辭典裡的定義「無疑將會被他人使用於法律用途上以捍衛其使用權，我們能做的最佳措施是使該詞之定義『單純化』」。在1950年代，膳魔師公司嘗試以生產印有Thermos商標之多種商品（如帳篷、提燈、露營用火爐），以捍衛該其擁有商標之權利。1958年，Aladdin工業宣布其欲販售"thermos bottles"，並因此被膳魔師公司以權利侵害為由提起訴訟。1962年，法官Robert Anderson宣判"thermos"是一個通用的名稱，因為膳魔師公司自己正是如此公開宣傳，且其並未積極捍衛其商標權；Aladdin (或者任何公司) 都可以在其商品上標示以小寫 "thermos"，而膳魔師公司 (當時名叫King-Seeley Thermos公司)則保有大寫Thermos之使用權利。
2011，膳魔师第一次尝试推出艺术大师系列纪念杯，将很多著名的画家作品通过精湛的转印技术呈现在膳魔师杯体上。 这一系列的杯子得到了消费者的喜爱，销量也非常的好。

## 其他相關
化學家一般将保温瓶稱為「杜瓦瓶」，以纪念其發明者詹姆斯·杜瓦。當時，杜瓦沒有為他的發明註冊專利，隨後被Thermos公司取得該技術的專利權，而杜瓦也因此在一場取回該專利權的訴訟中以失敗告終。

## 外部連結
- THERMOS 膳魔師官方網站 （页面存档备份，存于）
- 日本THERMOS 官方網站 （页面存档备份，存于）